# Cape Day
Cape Day är en udde i Antarktis. Den ligger i Östantarktis. Nya Zeeland gör anspråk på området.